# تفاف متكامل الأوراق
التِفاف متكامل الأوراق نوع نباتي يتبع جنس التِفاف من الفصيلة النجمية.

## البيئة والانتشار
موطنه أفريقيا الجنوبية.

## الوصف النباتي
نبات عشبي ساقه تقريباً معدومة. الثمرة فقيرة.